# Bibliothek des Bayerischen Landtags
Die Bibliothek des Bayerischen Landtags in München ist die Parlamentsbibliothek des Landesparlaments des Freistaats Bayern.

## Aufgaben
Die Bibliothek des Bayerischen Landtags dient der Informationsversorgung der Abgeordneten, der Fraktionen und des Landtagsamts. Schwerpunkte sind juristische Literatur, aktuelle politische Literatur sowie allgemeine Nachschlagewerke und Publikationen zur bayerischen Landeskunde und Landesgeschichte.

## Bestände
Die Bibliothek umfasst rund 60.000 Bände und hält ca. 350 laufende Zeitschriften vor. Sie stellt in ihrem Lesesaal die wichtigsten deutschsprachigen Tageszeitungen und nahezu alle bayerischen Regionalzeitungen zur Verfügung. Der Bestand ist in einem Online-Katalog im Intranet des Bayerischen Landtags recherchierbar und bestellbar.

## Geschichte
Bereits die Landstände (Landschaft) des Herzogtums bzw. Kurfürstentums Bayern verfügten über eine eigene Bibliothek. Nach Aufhebung der Stände 1808 wurde die Landschaftsbibliothek 1812 größtenteils in die königliche Hofbibliothek integriert. Bereits im ersten Sitzungsjahr des durch die Verfassung von 1818 neu gebildeten Landtags des Königreiches Bayern wurde auch eine neue Landtagsbibliothek 1819 eingerichtet. Sitz des Landtags war in der gesamten Zeit des Königreiches bis 1918 und darüber hinaus in der Weimarer Zeit ein Gebäude in der Prannerstraße in München. In der NS-Zeit wurde der Bayerische Landtag aufgelöst (1933/34) und die Bestände der Landtagsbibliothek in die Bayerische Staatsbibliothek transferiert. Nach dem Zweiten Weltkrieg und dem Einzug des neuen Landtags in das Maximilianeum wurden Teile des ehemaligen Bestandes an die neu eingerichtete Landtagsbibliothek übergeben. Sie befindet sich im Altbau des Maximilianeums. Die Bibliotheksräume wurden 1984/85 und 2013/14 renoviert.

## Leiter der Landtagsbibliothek
Bis 1912 unterstand die Landtagsbibliothek dem Leiter des Archivs des Bayerischen Landtags.
| Name                | Amtszeit  |
| ------------------- | --------- |
| Rudolf Buttmann     | 1912–1933 |
| Hermann Bühler      | 1949–1964 |
| Wilhelm Schönberger | 1964–1967 |
| Leonhard Lenk       | 1967–1993 |
| Hans-Joachim Kretz  | 1993–2005 |
| Markus Nadler       | seit 2006 |